# بوجو كوفاتشيفيتش
بوجو كوفاتشيفيتش (بالألمانية: Bozo Kovacevic)‏ هو لاعب كرة قدم نمساوي في مركز الوسط، ولد في 24 ديسمبر 1979 في فيينا في النمسا. شارك مع منتخب النمسا لكرة القدم. أما مع النوادي، فقد لعب مع أوستريا فيينا وأوسكو باشينغ ونادي رييد.

## وصلات خارجية
- بوجو كوفاتشيفيتش على موقع قاعدة بيانات كرة القدم.إي يو (الإنجليزية)
- بوجو كوفاتشيفيتش على موقع ناشيونال فوتبول تيمز (الإنجليزية)
- بوجو كوفاتشيفيتش على موقع عالم كرة القدم.نت (الإنجليزية)